# Alphonse Allais

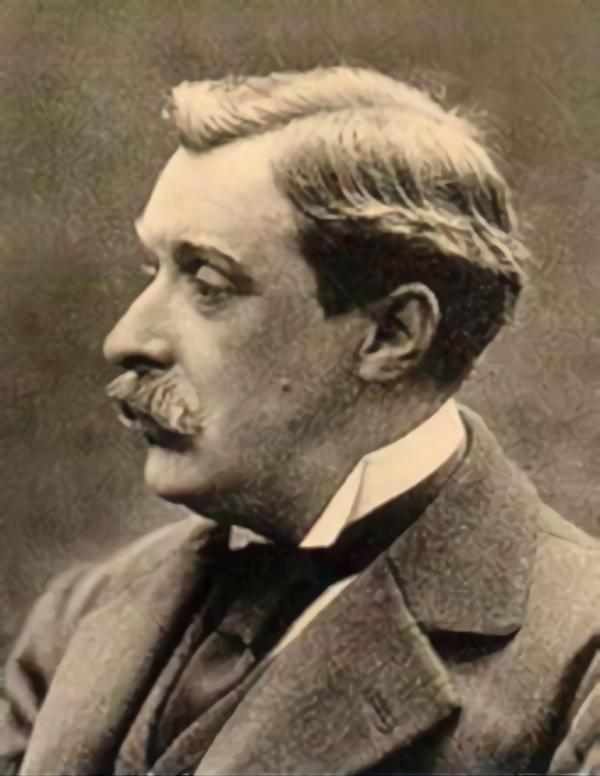
Alphonse Allais

Alphonse Allais (Honfleur, Calvados, 20 oktober 1854 – Parijs, 28 oktober 1905) was een Franse schrijver en humorist.

## Werken
Allais is de auteur van verschillende verzamelingen van eigenaardige werken. Als dichter integreert hij veel humor in zijn werken en past hij de vorm van holorijm toe, d.w.z. teksten die bij het uitspreken hetzelfde klinken, maar een andere schrijfwijze hebben. Bijvoorbeeld:
Par les bois du djinn où s'entasse de l'effroi,

Parle et bois du gin, ou cent tasses de lait froid.

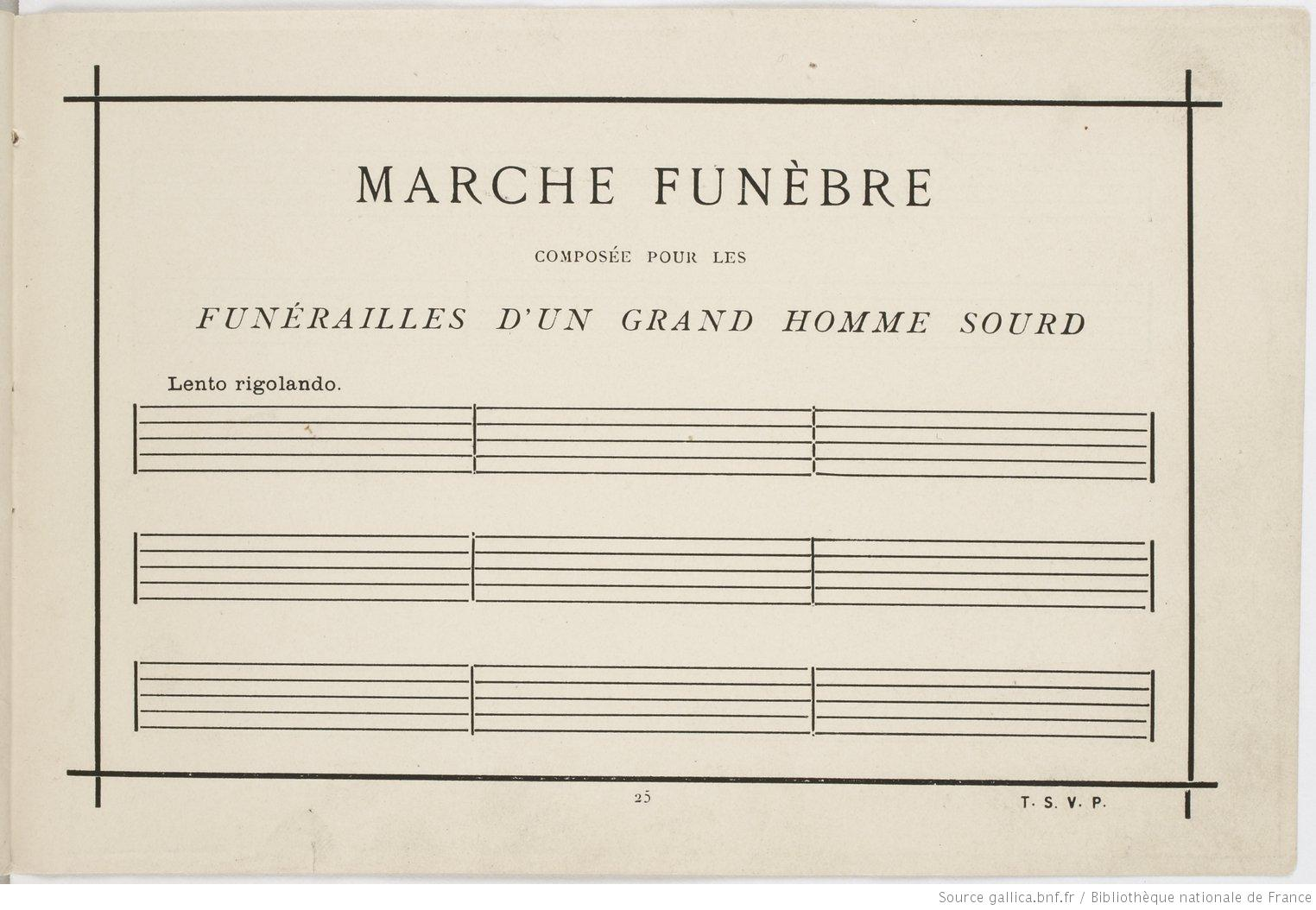
Marche funèbre composée pour les funérailles d'un grand homme sourd ('Begrafenis Mars voor een grote dove man')

Allais schreef het vroegst bekende voorbeeld van een volledig stille muzikale compositie. Zijn Marche funèbre composée pour les funérailles d'un grand homme sourd ('Begrafenis Mars voor een grote dove man') uit 1897 bestaat uit vierentwintig lege maten. Het is een ouder werk dan het intellectueel serieuzere werk van John Cage en Erwin Schulhoff.
Zijn prozawerk Story voor Sara werd vertaald en geïllustreerd door Edward Gorey in het Engels.

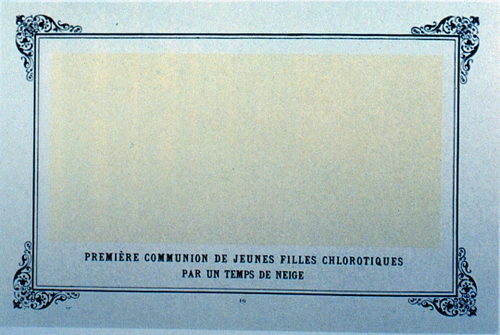
Eerste Communie van bleke jonge meisjes in de sneeuw (1883)

Allais heeft deelgenomen aan verschillende humoristische tentoonstellingen, waaronder die van de Salon des Arts Incohérents (een kunststroming aan het einde van de 19e eeuw in Parijs) van 1883 en 1884, gehouden in de Galerie Vivienne (1883 en 1884). Geïnspireerd door het werk van zijn vriend Paul Bilhaud op de tentoonstelling van 1882 (een volledig zwart schilderij met de titel Combat de nègres dans un tunnel, 'Gevecht tussen negers in een tunnel'), maakte Allais verschillende monochrome schilderijen. Bijvoorbeeld:
- Een rood werk: Récolte de la tomate par des cardinaux apoplectiques au bord de la Mer Rouge  ('Tomatenoogst door kardinalen met beroerte aan de Rode Zee-kust') 1882
- Een wit werk: Première communion de jeunes filles chlorotiques par un temps de neige ('Eerste Communie van bleke jonge meisjes in de sneeuw') 1883
- Een blauw werk: Stupeur de jeunes recrues en apercevant pour la première fois ton azur, ô Méditerranée ('Verbazing van jonge rekruten bij het voor het eerst aanschouwen van jouw azuur, oh Middellandse Zee') 1887
- Een zwart werk Combat de nègres dans une cave, pendant la nuit. (Reproduction du célèbre tableau.) (Gevecht tussen negers in een grot, bij nacht. (reproductie van het beroemde doek.)) 1897

Datum onbekend:
- Een geel werk: Partage d'un apéritif anisé entre asiates ictériques dans un champ de blé ('Het delen van een geel anijsdrankje door Aziaten met geelzucht in een korenveld')
- Een grijs werk: Bande de pochards dans le brouillard (Bende dronkaards in de mist)

Deze werken werden voorgesteld tijdens de volgende edities van de tentoonstelling van de Les Arts incohérents in de jaren 80 van de 19e eeuw.
Allais publiceerde zijn verzameling Primo-Avrilesque in 1897 met zeven monochrome kunstwerken, samen met zijn partituur van zijn stille dodenmars. (Bilhaud was niet de eerste die een geheel zwarte kunstwerk maakte. Zo publiceerde Robert Fludd een beeld van de "duisternis" in zijn boek uit 1617 over het ontstaan en de structuur van de kosmos, en Bertall publiceerde zijn zwarte Vue de La Hogue (effet de nuit) in 1843.) Dit soort werken lijken meer op de (neo)dadabeweging, en de werken van de Fluxus-groep van de jaren zestig, dan op werken van tijdgenoten.
Allais schreef 1600 kranten- en tijdschriftartikelen en was medeoprichter van de Hydropathes.
De film Ni vu, ni connu ('Niet gezien en onbekend') uit 1958 (met Louis de Funès) is gebaseerd op zijn roman L'Affaire Blaireau. In 1923 en 1932 verschenen er stomme films met dezelfde titel.
Honfleur heeft een straat, rue Alphonse Allais, en een school, Collège Alphonse Allais, naar hem vernoemd. Er is een plein Alphonse-Allais in het 20e arrondissement van Parijs. De Académie Alphonse Allais heeft een jaarlijkse prijs, de Prix Alphonse-Allais, ter ere van hem uitgereikt sinds 1954.

## Belangrijkste werken
- À se tordre, 1891
- Vive la vie !, 1892
- Deux et deux font cinq, 1895

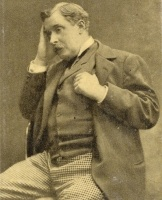
Alphonse Allais, (~ 1899)

- Amours, délices et orgues, 1898
- L'Affaire Blaireau (The Badger Case), 1899
- Ne nous frappons pas (literally Let's not hit each other), 1900